# Brandon Mayorga
Brandon Alí Mayorga López (ur. 6 stycznia 1998 w Managui) – nikaraguański piłkarz występujący na pozycji bramkarza, od 2020 roku zawodnik UNAN Managua.